# Micronoctua karsholti
Micronoctua karsholti là một loài bướm đêm thuộc họ Erebidae. Nó được tìm thấy ở miền nam Thổ Nhĩ Kỳ, Cộng hòa Síp, các đảo của south-east Hy Lạp, và miền bắc Levant.
It is the smallest of all species of the Noctuoidea superfamily.
Sải cánh dài 6–9 mm. 